# Халтуринский переулок
Халту́ринский переу́лок — переулок в Ленинском и Октябрьском районах Ростова-на-Дону. Назван в честь Степана Николаевича Халтурина. До 19 марта 1924 года имел название Никольский переулок.

## История
Один из старейших переулков города: бывший сначала окраиной, стал переулком «среднего класса» — врачей, юристов, мелких купцов.
Исключение составлял участок в Генеральной балке между улицами Садовой (сейчас — Большая Садовая) и Кузнецкой (сейчас — Пушкинская улица), заселённый нищим рабочим классом и регулярно затапливаемый.